# Никодим Кожејезерски
Никодим Кожејезерски (рођ. Никита; у. 1640) - преподобни Руске Православне Цркве; у бројним изворима описан је као Никодим Хозјугски (Хузјугски).

## Биографија
Никита је рођен у селу Иванково, у близини града Ростова, између 1545. и 1575. године. Његови родитељи су били имућни и побожни сељани. Пошто је у млчадости остао без родитеља, Никита је отишао у град Јарослављ и тамо научио ковачки занат, чиме је зарађивао за живот. Од детињства се одликовао побожношћу и, према црквеном историчару Б.В. Титлинову, „водио је умерен и вредан живот“.

## Кожејезерски манастир
Из Јарославља се преселио у Москву, где је после извесног времена, повинујући се дугогодишњим жељама, дошао у Чудовски манастир и замолио да га игуман Пафнутије прими као једног од братије. После испита, 31. октобра 1595. године, замонашен је са именом Никодим. Никодим је провео једанаест година у Чудотвском манастиру под руководством свог ментора архимандрита Пафнутија, издвајајући се међу братијом својим благочестивим подвизима. Када је Пафнутије 1606. године постављен за митрополита Крутицког, Никодим је одлучио да напусти манастир. Пошто је годину дана живео под Пафнутијем у Крутицима, он је затим изабрао за место становања скит Кожејезерску у Архангелској губернији, на обали Кожозера. Али овде је остао само годину и по јер је желео да нађе потпуну самоћу.
У лето 1609. године отац Никодим одлази из манастира у пусту област на обали реке Хозјуге, овде је својим рукама саградио малу келију, обрадио земљу за кромпир, ловио рибу и јео је, „препуштајући се делима побожности“. Слава пустињака Хозјуга се надалеко проширила и стигла до Москве. И сам патријарх Јоасаф I је сазнао за подвиге светитеља и у знак поштовања послао му је бунду од лисице, коју, међутим, Никодим није прихватио, већ је послао у манастир.
Неколико месеци пре смрти, монах је, на молбу братије Кожејезерског манастира, напустио своју усамљену келију у пустињи и настанио се у манастиру, где је и упокојио 3. јула 1640. године и сахрањен  у цркви Богојављења Кожејезерског манастира.
Године 1662. Никодим Кожејезерски је канонизован, а 1695. године пронађене су његове мошти нетљене.
Његов спомен празнује се 3. јула (дан смрти), 3. августа и 31. октобра (у Сабору Архангелских, Новгородских и Ростовско-Јарославских светих).